# Propulsion Universelle et Récupération d'Énergie
Propulsion Universelle et Récuperation d'Énergie (PURE) est une société d'ingénierie du sport automobile fondée en septembre 2011 par Craig Pollock, ancien directeur de l'équipe British American Racing et disparue en juillet 2012. Elle visait à concevoir et fabriquer des moteurs de Formule 1 dans le cadre du règlement technique 2014 imposant un passage du moteur V8 atmosphérique au moteur V6 turbocompressé. L'entreprise, liée à Mecachrome, employait d'anciens membres des programmes de moteurs de Formule 1 de Renault Sport et Peugeot Sport dans les années 1990,.

## Historique
En juillet 2011, l'entreprise s'attache les services de Gilles Simon, ancien chef du département moteur de la Scuderia Ferrari et directeur technique de la FIA pour le développement du groupe motopropulseur. Ce recrutement est controversé, plusieurs équipes et constructeurs – en particulier Renault – craignant que le poste précédent de Simon au sein de la FIA ne lui donne accès à des données techniques sensibles sur la conception des moteurs qui pourraient potentiellement être utilisées par PURE dans le développement de leur moteur. Gilles Simon et PURE rejettent ces observations, déclarant que le processus d'élaboration de la réglementation des moteurs de 2014 était transparent et que toutes les parties impliquées avaient accès aux mêmes informations afin qu'aucun groupe individuel n'ait un avantage. PURE utilise alors les installations de Toyota Motorsport à Cologne en Allemagne, tout en maintenant une base française.
En juillet 2012, PURE suspend son programme en raison d'un manque de financement puis cesse ses activités.